# Gemmula sibukoensis
Gemmula sibukoensis é uma espécie de gastrópode do gênero Gemmula, pertencente a família Turridae.